# Costache Negri
Costache Negri – wieś w Rumunii, w okręgu Gałacz, w gminie Costache Negri. W 2011 roku liczyła 2287 mieszkańców.